# 快攻
快攻是即時戰略遊戲常使用的一種戰術。通常即時戰略的遊戲階段可分為前期、中期、後期、大後期，而快攻便是著重在前期、中期即摧毀敵人的一種技巧。即時戰略遊戲的目的在於運用武力去掠奪與摧毀敵人的一切事物。因此便有一些玩家將遊戲的目的著重在遊戲前期、中期即快速摧毀敵人以結束遊戲。
絕大多數的即時戰略遊戲，遊戲中需發展的項目可約略分為經濟與武力兩項；優異的經濟實力能壯大武力，而強大的武力能確保經濟能無虞的發展。

## 戰術解釋
在遊戲初期時，選擇放棄一部分（或全部）的經濟發展，將剩餘（或全部）的資源投注在軍事單位的生產。生產的數量則依能最有效打擊敵人的經驗來決定，每位玩家所喜好的數量不定。
生產完預期能有效打擊敵方的軍事單位後，啟程至敵方基地。與之同時，己方仍繼續增強經濟與軍事能力。
到達敵方基地後，這時可分為兩種常見打擊方式：
1. 削弱敵方的經濟能力：打擊生產（採集）資源的單位，使敵方經濟能力低下，無法快速增強經濟與軍事能力（或者增強速度遠低於己方）。
2. 摧毀敵方重要單位：摧毀敵方重要生產建築（單位），使敵方失去擴展經濟與武力的能力，縱使敵方仍殘留生產（採集）資源、武裝單位，卻因無法繼續擴展經濟與武力，終將被己方消滅。

以上打擊方式，因敵方需消耗資源來復原，發展速度將低於己方，因此己方有更多的發展優勢，易於發動更完整的攻勢摧毀敵方，取得遊戲的勝利。
快攻戰術通常在遊戲前期時執行，才會被認定為快攻。旨在確保己方在前期即能取得優勢，並在前期、中期即能贏得勝利，結束遊戲。
使用快攻戰術時，開始生產軍事單位的時間與數量和資源的運用有關，一般由玩家經驗來決定，或者沿用公認最快速的快攻法。一般來說，快攻戰法在敵方不是採用快攻戰法時最無防備能力。許多玩家現已習慣性防備快攻，初期即投入部分資源進行防禦單位的生產。部分遊戲因為平衡度設定問題，則會造成A種族（陣營）對B種族（陣營）快攻非常有效，但B種族卻因種族（陣營）優勢在遊戲階段中期、後期才發揮出來，對A種族使用快攻不能有效打擊。此種問題通常遊戲開發商會釋出更新檔來修正。